# Église grecque orthodoxe Saint-Nicolas
L'église grecque orthodoxe Saint-Nicolas est une église faisant partie du site du World Trade Center à New York. Elle est située sur Liberty Park, en face du mémorial du 11 Septembre.

## Histoire
Elle remplace l'église qui était située au 155 Cedar Street et qui a été détruite lors des attentats du 11 septembre 2001. En 2017, la construction s'est arrêtée pour défaut de paiement des autorités orthodoxes religieuses américaines, mais des financements ont été trouvés, et elle a pu reprendre deux années plus tard.
Son dôme est inspiré de celui de l'église Saint-Sauveur-in-Chora située à Istanbul. Le bâtiment est conçu par Santiago Calatrava également auteur de la station du PATH située sur le même site. 
En 2021, la construction de l'église est en phase d'achèvement.
L'église est ouverte en 2022.

## Galerie

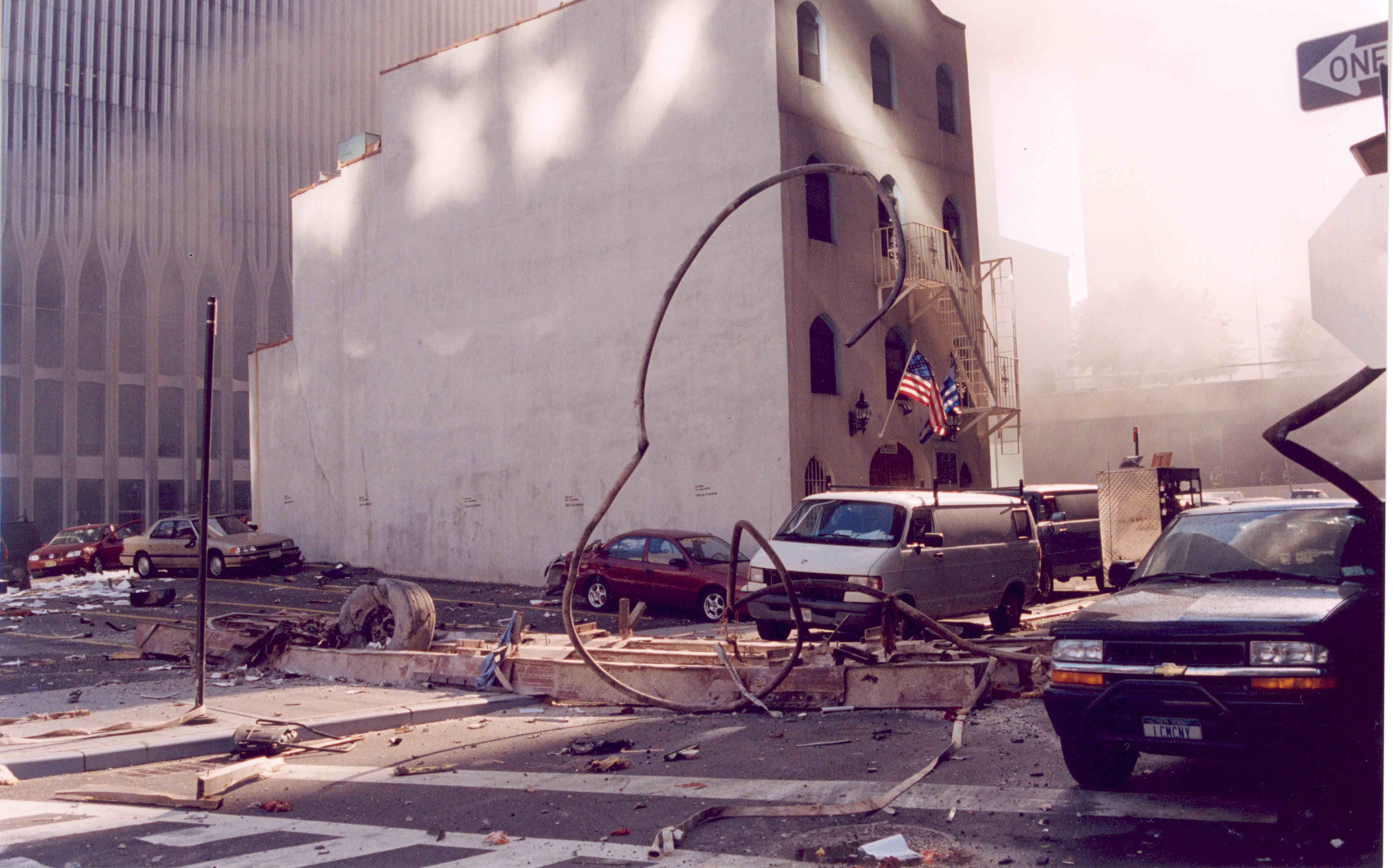
l'église originel avant sa déstruction lors des événements du 11 septembre 2001
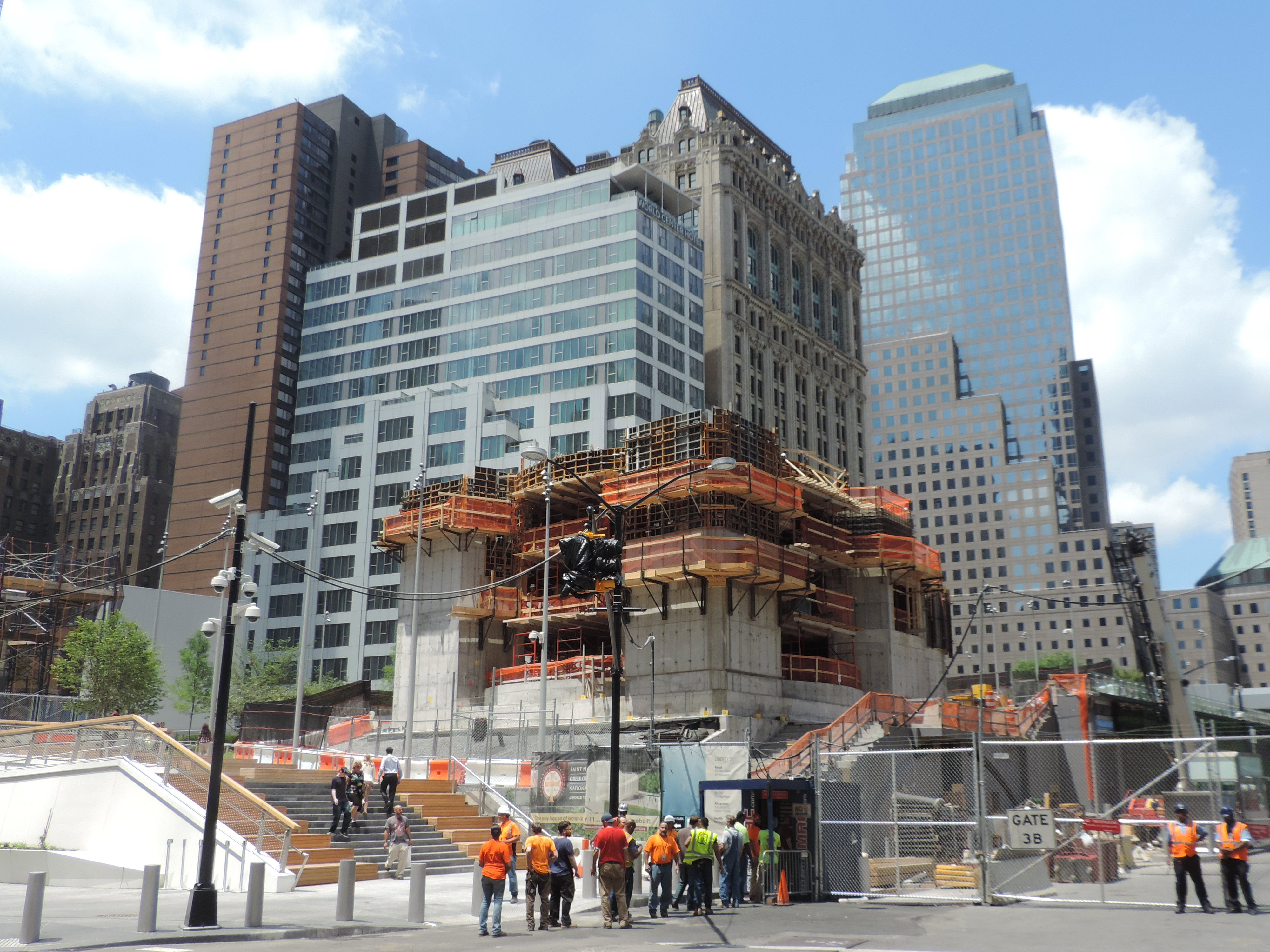
juin 2016
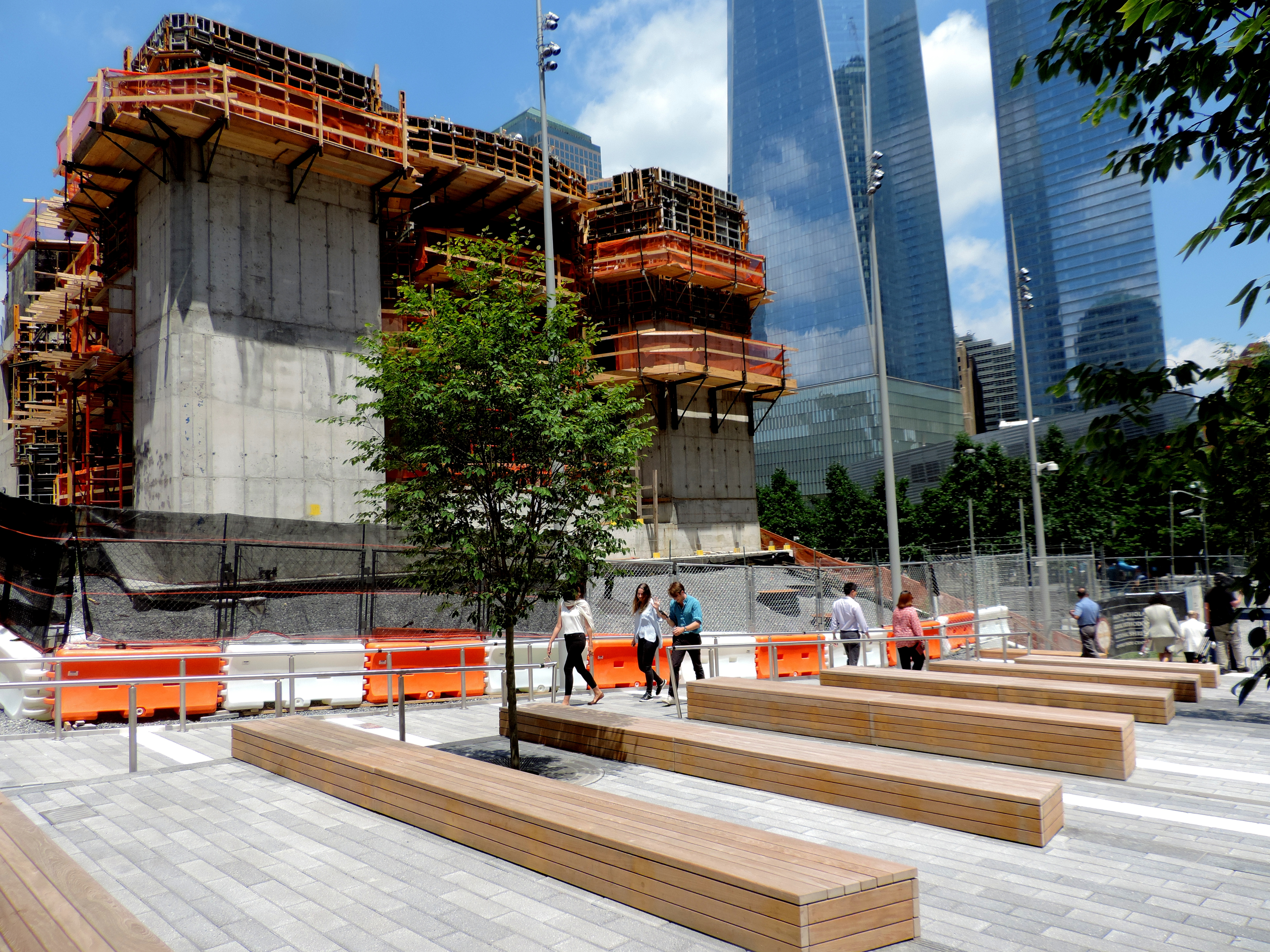
juin 2016
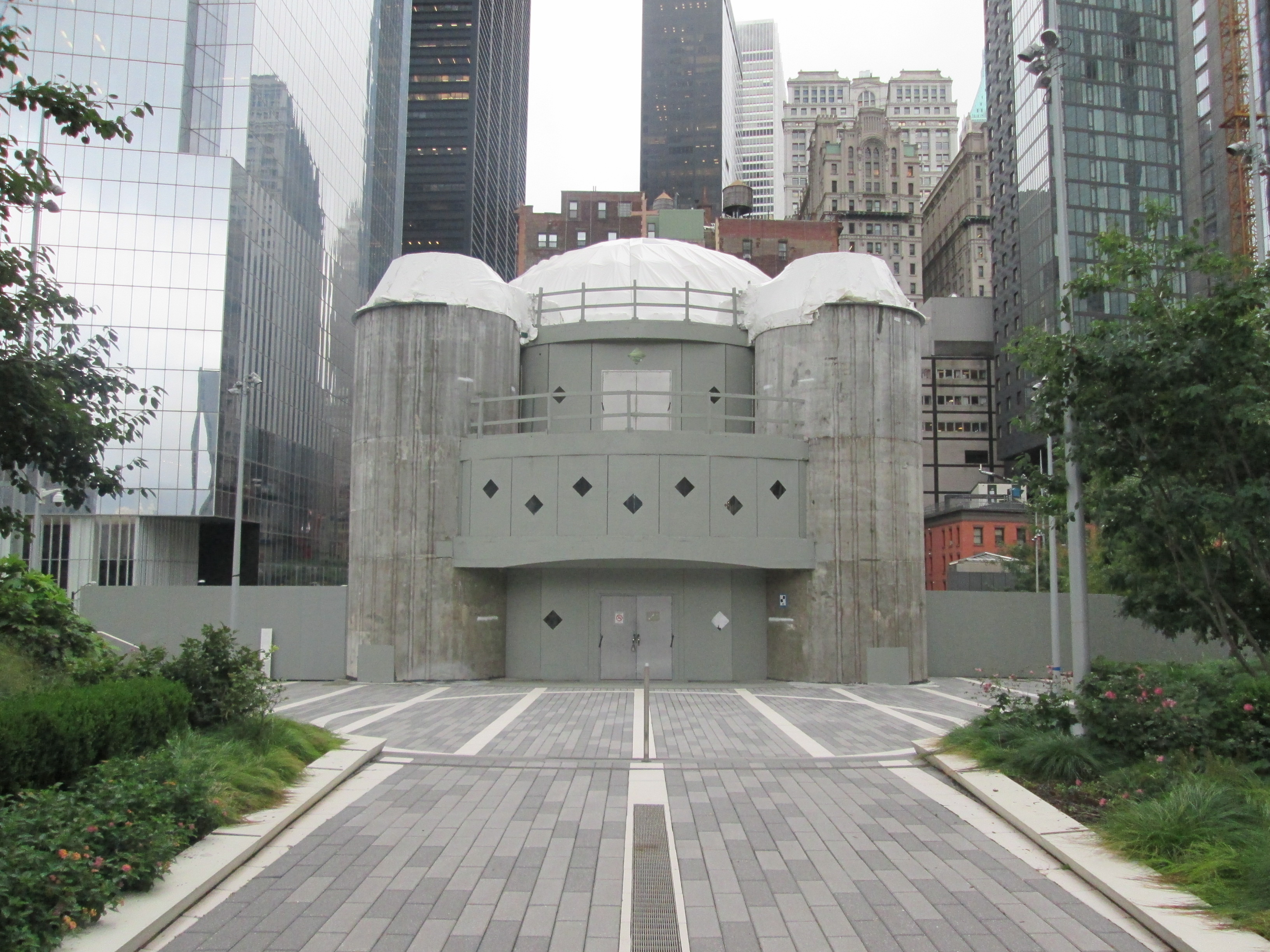
septembre 2018, alors que la construction est à l'arrêt
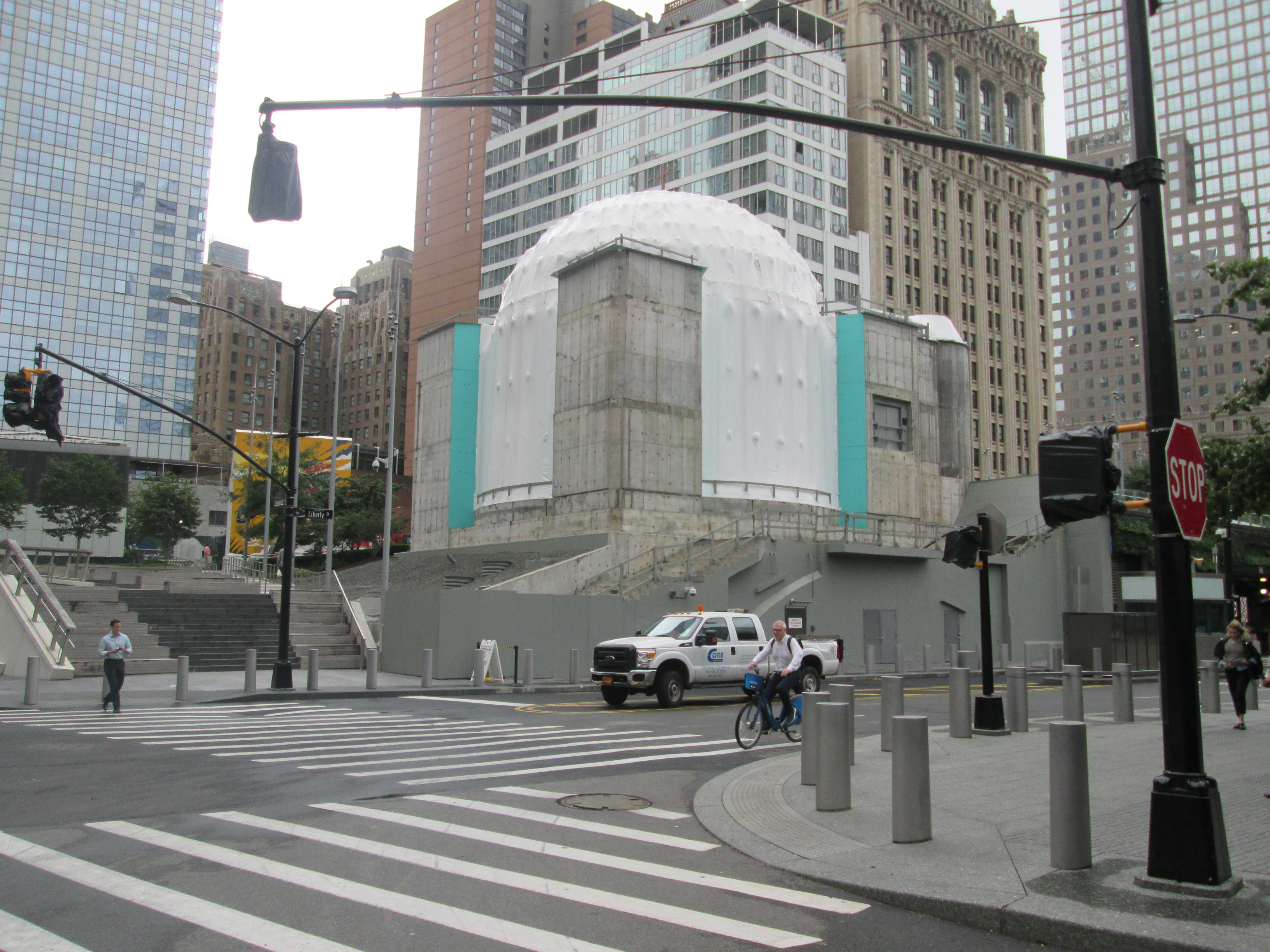
septembre 2018
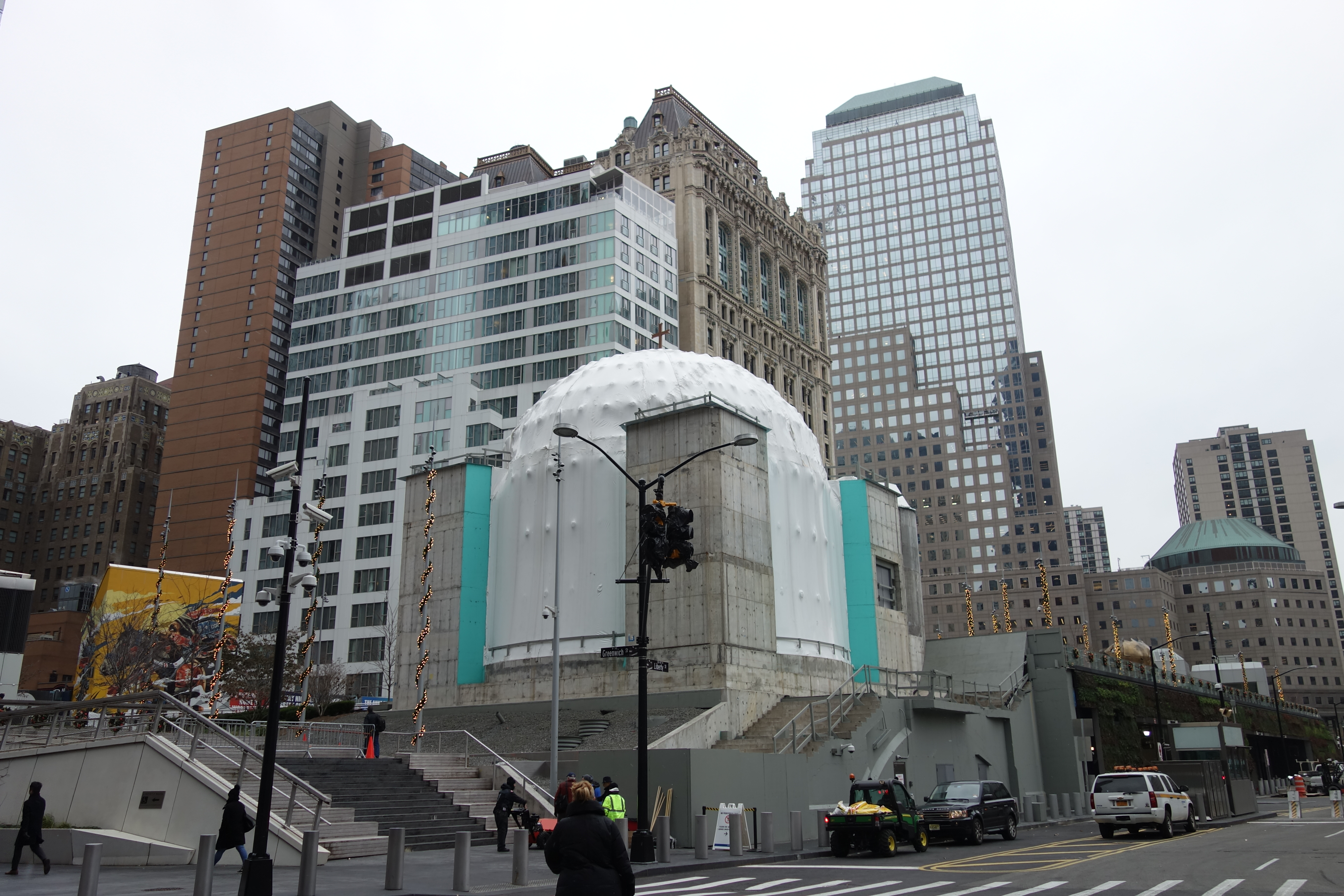
décembre 2018 avant la reprise des travaux
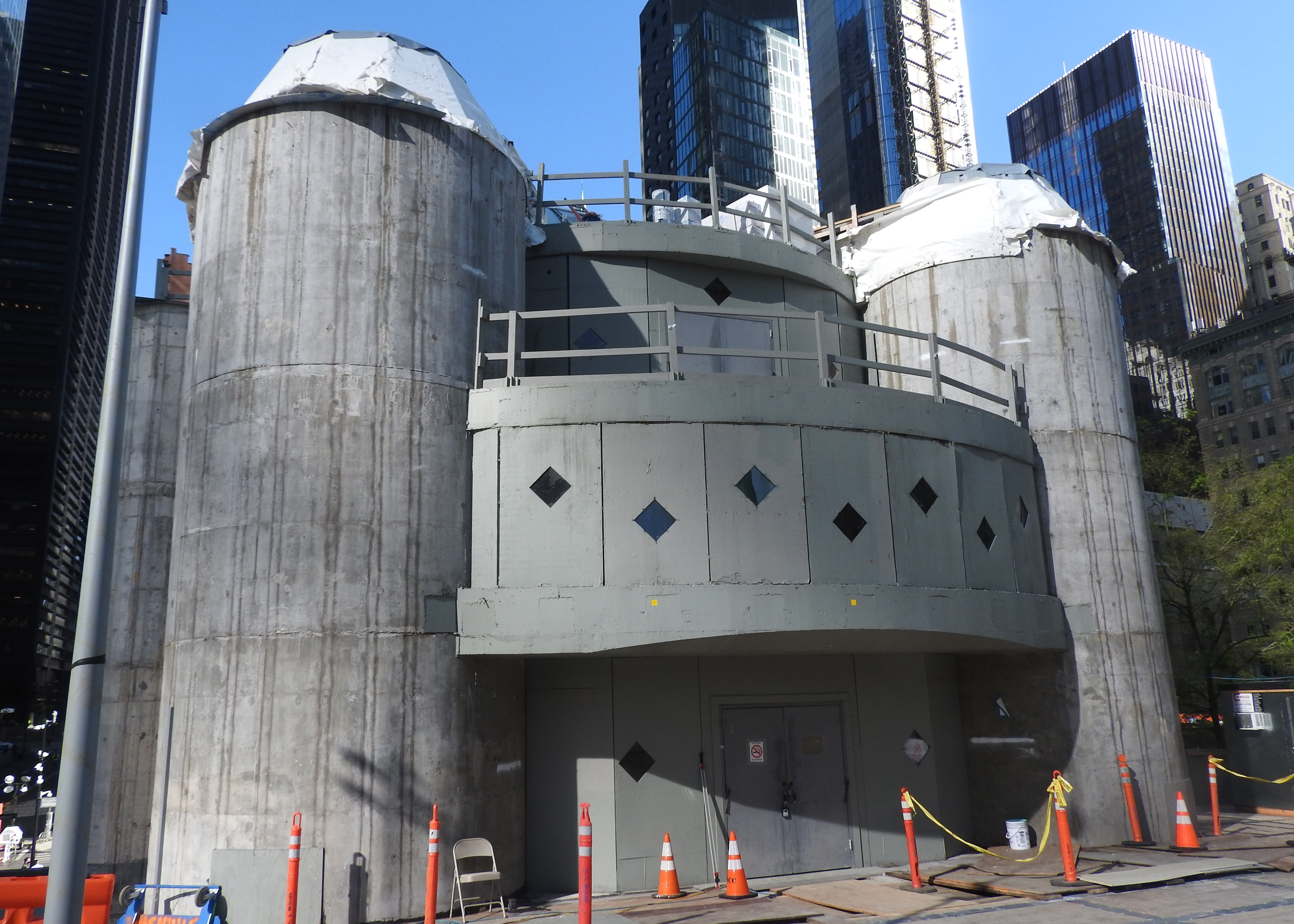
l'église en construction septembre 2020
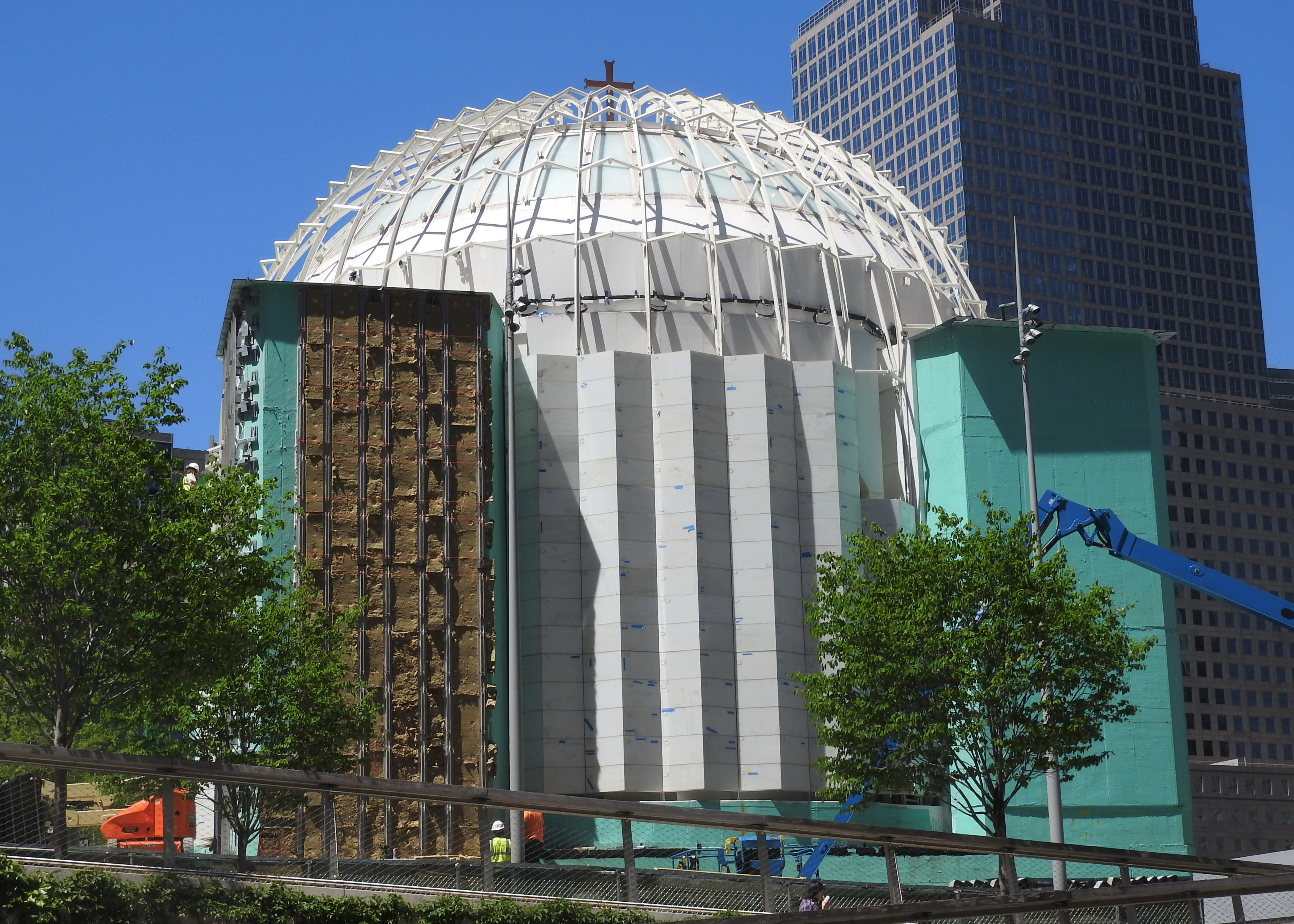
l'église en construction en mai 2021
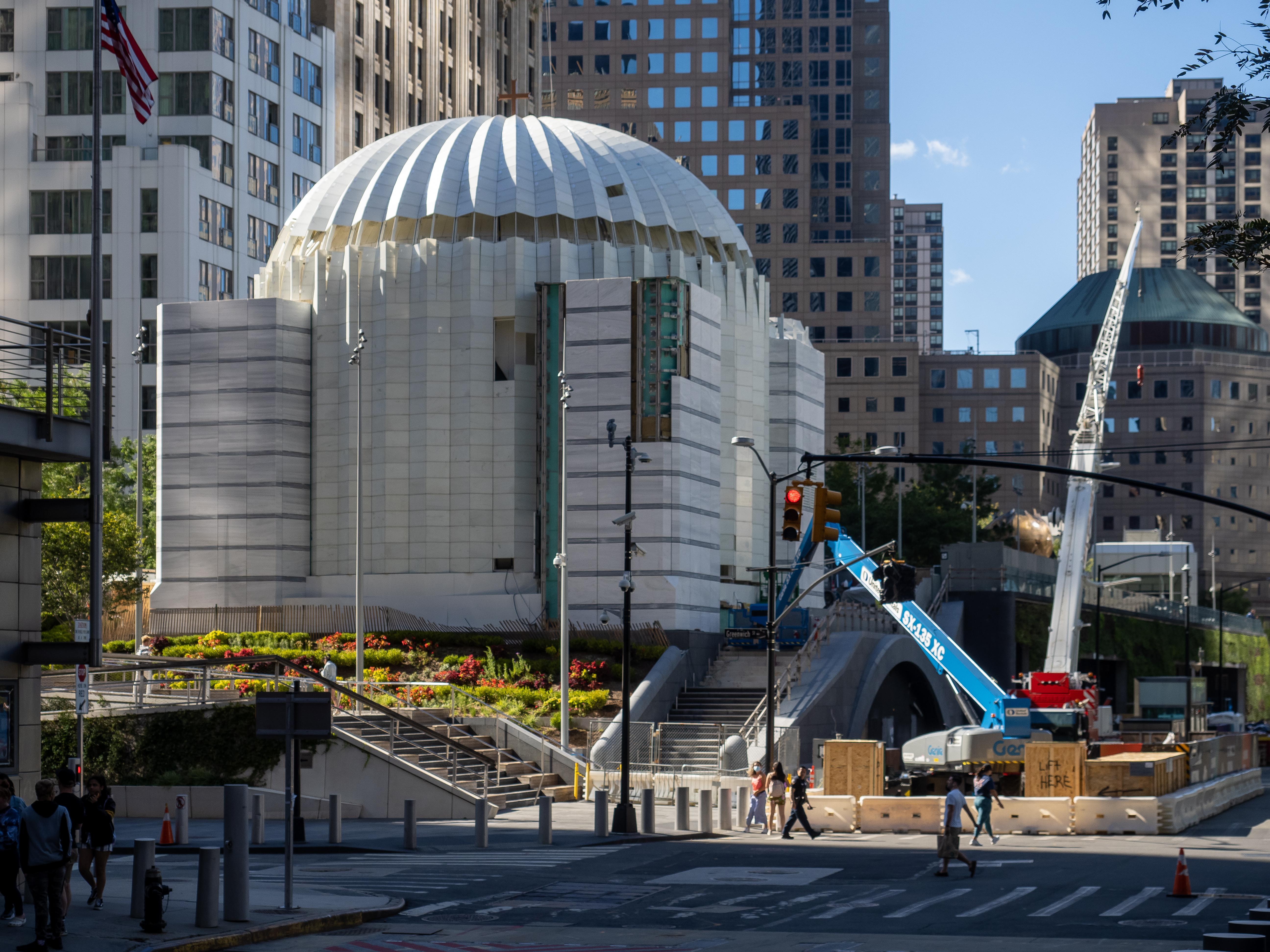
l'église en construction en septembre 2021
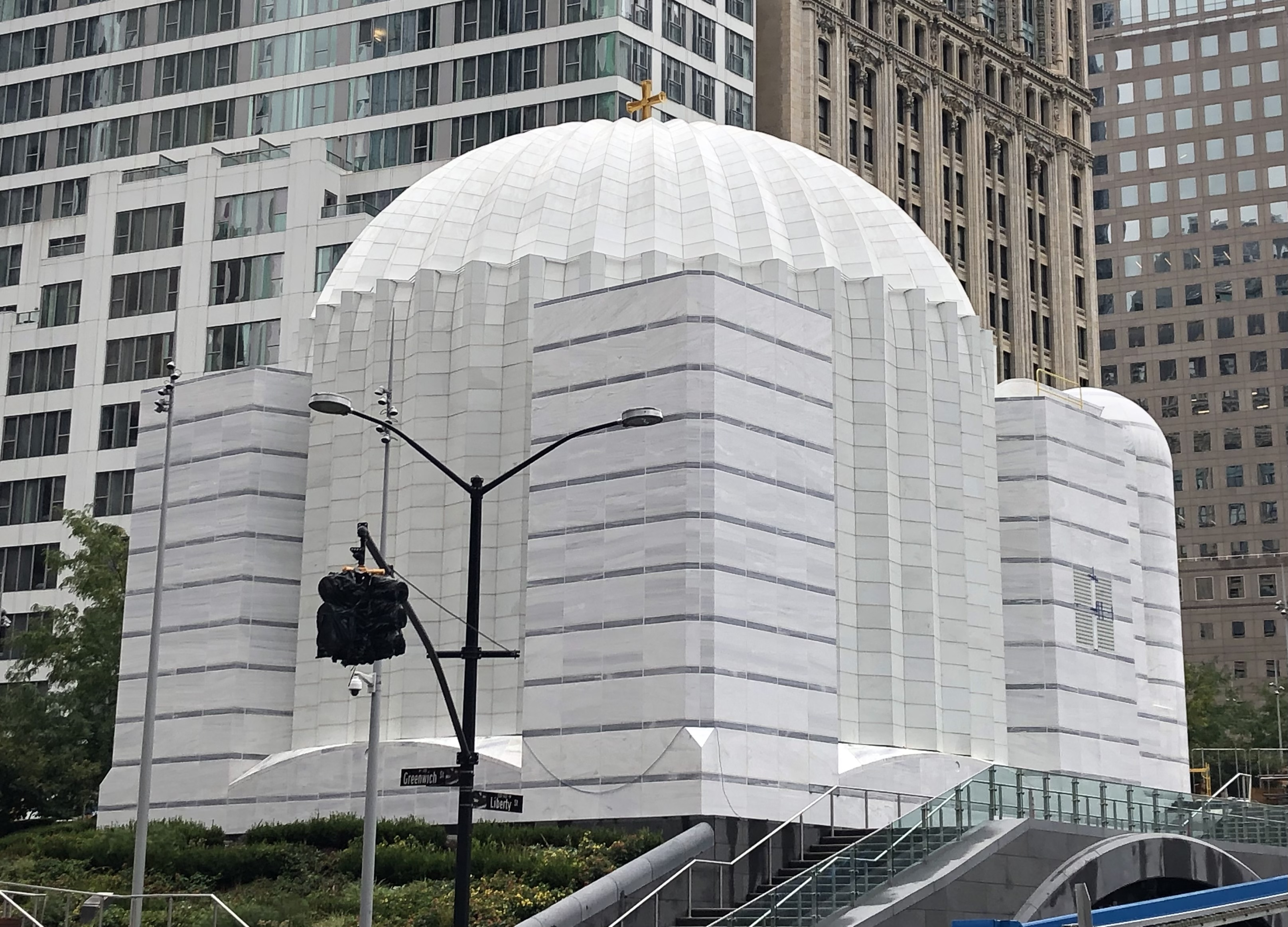
l'église en octobre 2022